# Sun-Yat-sen-Universität (Moskau)
Die Sun-Yat-sen-Universität (chinesisch 莫斯科中山大学, Pinyin Mòsīkē Zhōngshān Dàxué) in Moskau war eine Universität für chinesische Revolutionäre, die zum Teil der Kommunistischen Partei Chinas (KPCh) und zum Teil der Kuomintang (KMT) angehörten, und existierte von 1925 bis Mitte der 1930er Jahre.

## Ursprung
1923 begann der Begründer der KMT, Sun Yat-sen, eine vorsichtige Annäherung an die KP und die Sowjetunion. Sun hatte erkannt, dass die KMT die chinesische Republik nicht allein mit Geheimgesellschaften und Warlords aufbauen konnte, sondern mehr überzeugte Revolutionäre benötigte. Sowjetische Führung und KP gingen auf das Angebot einer Zusammenarbeit ein und beschlossen 1925 die Einrichtung der Universität, die zu Ehren der Verdienste Sun Yat-sens um die chinesische Revolution seinen Namen tragen sollte.
Adam Lindner (1902–58; alias Xia Dalin) und Michail Borodin, die von der Komintern entsandten Berater, entschieden über die Aufnahme der ersten Studenten, die aus den bis 1927 noch kooperierenden KP und KMT stammten. Hauptauftrag der Universität war es, die Studenten im Marxismus und Leninismus zu unterrichten sowie zukünftige Kader für Massenorganisationen im bolschewistischen Sinne auszubilden. Die Universität wurde im Oktober 1925 eröffnet.

## Unterricht
Die meisten Ausbilder kamen aus der Sowjetunion, darunter alte Bolschewiki wie Karl Radek, der erste Rektor der Universität. Die Studenten entstammten unterschiedlichen sozialen und familiären Hintergründen: einige waren anerkannte Akademiker, während andere nur geringe Bildung, dafür aber viel Erfahrung im kommunistischen Untergrund besaßen. Die Einteilung in Klassen erfolgte sowohl nach fachlichen als auch „gesellschaftlichen“ Gesichtspunkten.
In erster Linie wurden die Grundlagen des Marxismus und Leninismus unterrichtet. Außerdem lernten die Studenten Methoden der Mobilisierung und Propaganda und durchliefen eine theoretische und praktische militärische Ausbildung.
Zusätzlich zu den normalen Veranstaltungen fanden regelmäßige Vorträge von prominenten Mitgliedern der Komintern, der sowjetischen Führung und der chinesischen KP zu Themen der internationalen kommunistischen Bewegung und der chinesischen Revolution statt. Zu den Referenten zählten Josef Stalin, Leo Trotzki, Zhang Guotao und Xiang Zhongfa.
Obwohl das Curriculum nur zwei Jahre umfasste, hatte die Universität einen großen Einfluss auf ihre Absolventen, darunter die Gruppe der 28 Bolschewiki: Unter anderem Yang Shangkun, Zuo Quan, Deng Xiaoping, He Zhonghan und Deng Wenyi. Viele von ihnen kamen im Nachkriegschina zu einer einflussreichen Position.
Ebenso war Chiang Ching-kuo, der Sohn und Nachfolger von Chiang Kai-shek im Amt des Präsidenten der Republik China, Absolvent der Universität.
August Thalheimer hielt an der Universität im Frühjahr 1927 eine Vortragsreihe unter dem Titel „Die moderne Weltanschauung“.

## Politischer Wandel und Schließung
Mit dem Bruch der Allianz zwischen KP und KMT im Jahre 1927 wurden die Studenten der Sun-Yat-sen-Universität zurück nach China geschickt. Auf der Höhe des Machtkampfes zwischen Stalin und Trotzki wurde Radek abgesetzt und durch seinen Stellvertreter Pawel Mif ersetzt, der zu ehrgeizig war, um sich ausschließlich um die Belange der Universität zu kümmern. Mif wurde wenig später stellvertretender Direktor der Fernost-Abteilung der Komintern und spielte eine wichtige Rolle in den Entscheidungen der KPCh. Der Einfluss von Mif und der Universität setzte sich durch die 28 Bolschewiken noch lange nach der Machtübernahme der Kommunisten 1949 fort.
Nach dem Scheitern der Allianz mit der KMT wurde die Universität Mitte der 1930er Jahre geschlossen.